# Eugène Pollet
Achille Eugène Pollet  (ur. 29 września 1886 w Lille, zm. 16 grudnia 1967 tamże) – francuski gimnastyk, medalista olimpijski.
W 1920 r. reprezentował barwy Francji na letnich igrzyskach olimpijskich w Antwerpii, zdobywając brązowy medal w wieloboju drużynowym.